# Floor van Cleemputte
Florentinus Antonius (Floor) van Cleemputte (Terneuzen, 28 september 1907 – Spijkenisse, 20 mei 2015) was met zijn 107 jaar sinds 14 november 2014 de oudste levende man van Nederland, na het overlijden van de 108-jarige Serop Mirzoyan.
Van Cleemputte woonde tot zijn 106de nog zelfstandig in Heenvliet en verhuisde in 2013 naar een verzorgingshuis in Spijkenisse. Hij was als luitenant-ter-zee actief tijdens de Tweede Wereldoorlog en de Koreaanse Oorlog.